# Малоглубинная геофизика
Малоглубинная геофизика (near-surface geophysics) — это направление разведочной геофизики, исследующее приповерхностную часть земной коры. Глубина исследований обычно не превышает 30 метров, однако в некоторых случаях может достигать 300 метров и более.

## Применение
Сферы применения малоглубинной геофизики по глубинам исследования:
| < 30 м      | наиболее распространённые задачи инженерной геологии и экологической геофизики                                                                           |
| 30 - 100 м  | нетипичные задачи |
| 100 - 300 м | редкие задачи, например, оценка ресурсов подземных вод, выбор размещения важных сооружений, горное дело                                                  |
| 300 м       | очень редкие задачи, например, гидроразрыв пласта, мониторинг инъекций в глубоких скважинах, подземные горные работы, выбор размещения важных сооружений |

## Особенности малоглубинной геофизики
- Небольшая глубина исследования
- Требование высокого разрешения по вертикали и горизонтали
- Подтверждение результатов в самом скором времени